# Булах Михайло Прокопович
Б́улах Мих́айло Пр́окопович (28.12.1938, с. Сакалівка Миргородський район, Полтавська область — 13.10.1979, Полтава, УРСР; похований у с. Сакалівка) — український поет і журналіст.

## Біографія
Народився 28 грудня 1938 року у селянській родині села Сакалівка. Рано залишився сиротою — у 1941 році батьків розстріляли німецькі окупанти. Виховувався в Сакалівському дитбудинку. Згодом Тетяна Степанівна Журавель забрала хлопця у свою сім'ю. 

По закінченню середньої школи с. Велика Обухівка Миргородського району навчався у Полтавському кооперативному технікумі, працював бухгалтером, служив у армії, згодом працював завідувачем клубу, навчався на філологічному факультеті Полтавського педагогічного інституту (1963—1965). На цей період припадає початок його літературної творчості.
Здобувши педагогічну освіту, чимало років свого життя Михайло Булах присвятив журналістській роботі. Як людина, яка переконливо заявила про свій літературний талант, працював у редакціях районних газетах Семенівки, Нових Санжар, Оржиці, а від 1967 став завідувати відділом сільської молоді в обласній газеті «Комсомолець Полтавщини». Та це підвищення було короткочасним. За публікацію одного з віршів його звільнили з роботи та заборонили працевлаштування у редакціях. Звільнення, розлучення, безробіття, безгрошів'я, судові переслідування, постійна скрута.
Від часу навчання у Полтаві, з-під його пера виходить чимало поетичних творів, які, крім районних, обласних і республіканських газет, публікувалися в журналах «Ранок», «Прапор», «Зміна», «Дніпро», альманасі «Вітрила», збірці «Голоси молодих» (Х., 1969) та ін. 

Виявивши себе в творчості як національно свідому особистість, потрапив під нагляд і моральний терор КДБ, втратив журналістську роботу.
Від 1972 працював в обласному Будинку народної творчості, захопився літературно-краєзнавчою роботою.
Помер Михайло Прокопович 13 жовтня 1979 року в м. Полтаві. Похований на своїй малій батьківщині на Миргородщині у с. Сакалівка.

## Творчість

### Книги
За життя поета побачили світ лише три книги. 1970 року у Києві вийшла єдина збірка віршів М. Булаха «Голубінь». У краєзнавчих серіях побачили світ його книжки-нариси «Обеліск солдатської слави в Полтаві» (1972) та "Диканька. Пам'ятник гвардійській «Катюші» (1977).

Посмертно опубл. листи Булаха до письменника Ф. Рогового (ж. «Кур'єр Кривбасу», 1998, № 93/94).
У 2008 році, напередодні 70-річчя від дня народження М. Булаха, у видавництві «АСМІ» побачила світ його книга «Свят-хліб», якою автор повернувся в українську літературу. 2010 року книгу було відзначено Полтавською обласною премією імені Панаса Мирного.

### Публікації
- 1. Адаменко В. М. Диканька. Пам'ятник гвардійській «Катюші»: нарис / В. М. Адаменко, М. П. Булах. — Х. : Прапор, 1977. — 31 с. : іл. — (Про доблесті, про подвиги, про славу).
- 2. Булах М. П. Голубінь: поезії / М. П. Булах. — К. : Молодь, 1969. — 49 с. : портр. — (Арфа. Поезії).
- 3. Булах М. П. Обеліск Солдатської Слави в Полтаві / М. П. Булах. — Х. : Прапор, 1972. — 32 с. : іл. — (Про доблесті, про подвиги, про славу).
- 4. Булах М. П. Свят-хліб: поезії / М. П. Булах. — Полтава: АСМІ, 2008. — 172 с. : фотоіл.
- 5. Булах М. П. Свят-хліб: поезії / М. П. Булах. — 2-ге вид., випр. та перероб. — Полтава: АСМІ, 2010. — 179 с.
- 6. Булах М. [Вірші] // Зоря Полтавщини. — 1992. — 15 серп. — С. 4.
- 7. Булах, М. [Вірші] // Прапор. — 1992. — 15 лип. — С. 1-2(Дод.). : фот.
- 8. Булах М. Відьма: [вірш] // Полтавська думка. — 1997. — 3 жовт. (№ 40). — С. 7.
- 9. Булах М. Весна і мудрість: жартома про серйозне // Вечірній Київ. — 1996. — 27 квіт. — С. 8.
- 10. Булах М. «Живу я так, мов прописав сім струн — усі! — в моєму серці!»: [вірші] // Зоря Полтавщини. — 2006. — 20 груд. — С. 3.
- 11. Булах М. З моїх очей струмує далина; Монолог віку; Я трибуни, палаци й бараки; Феодосію Роговому; Не відснилась доля: [вірші] // Кур'єр Кривбасу. — 1998. — № 95/96. — С. 130—132.
- 12. Булах М. Монолог віку; Якщо я є …; Свідоцтво про народження; Відьма; Пам'яті матері; Восьме березня: [вірші] // Калинове гроно: антологія поезії полтавських літераторів XX ст. — Полтава: Полтавський літератор, 2000. — С. 239—243.
- 13. Булах М. На колір — скрізь однакова покора! : [вірші] // Зоря Полтавщини. — 2006. — 24 жовт. — С. 3.
- 14. Булах М. Радянські доблесні солдати: [вірш] // Зоря Полтавщини. — 1975. — 15 листоп. — С. 4.
- 15. Булах, М. Хліб: триптих: [вірш] // Комсомолець Полтавщини. — 1972. — 15 лип. — С. 6.
- 16. Булах М. Червона осінь: [вірш] // Зоря Полтавщини. — 1970. — 24 жовт. — С. 4.
- 17. Булах М. «Я вам залишу вольності добра»… // Вісті. — 2007. — 1 січ. (№ 1). — С. 4. : фот.
- 18. Листи Михайла Булаха // Кур'єр Кривбасу. — 1998. — № 95/96. — С. 121—129.
- 19. Чіп Б. Птахи на зламаних крилах // Зоря Полтавщини. — 2013. — 27 груд. — С. 15.

## Спогади про Михайла Булаха
- 20. Бровар Д. Мишко: [спогади про поета М. Булаха] // Зоря Полтавщини. — 2006. — 20 груд. — С. 2.
- 21. Булах Михайло Прокопович: [біографія] // Історія комсомолу Полтавщини. — Полтава: АСМІ, 2008. — С. 314.
- 22. Віценя Л. Віддати належне поетові // Зоря Полтавщини. — 2006. — 20 груд. — С. 3.
- 23. Вецкур О. «Я не зможу над землею звестись»: [про життєвий і творчий шлях М. П. Булаха] // Семенівський вісник. — 1999. — 3 берез. (№ 11). — С. 3. : фот.
- 24. Герасименко О. Поет Микола (?) Булах: [біографія] // Прапор перемоги. — 1988. — 22 черв. — С. 3.
- 25. Ємець В. Згадуючи Михайла Булаха: [біографія поета] // Прапор перемоги. — 2013. — 23 серп. (№ 34). — С. 6.
- 26. З плину подій: (фрагменти щоденникових записів) // Моцар І. Між сьогоденням і вічністю: Літературознавчі статті. Щоденники / І. Моцар. — Полтава: ПП «Форміка», 2011. — С. 108—136.
- 27. Казидуб В. «…Й мені запахне Пслом і теплим літом»: учора нашому земляку Михайлові Булаху виповнилося б 60 років // Зоря Полтавщини. — 1998. — 29 груд. — С. 4.
- 28. Клименко В. Талановиті рано ідуть із життя: [про життєвий і творчий шлях поета М. Булаха] // Прапор перемоги. — 1996. — 12 жовт. — С. 4. : фот.
- 29. Клочек Г. Опановуючи час: [про життєвий і творчий шлях письменників Ф. К. Рогового, М. П. Булаха] // Кур'єр Кривбасу. — 1998. — № 95/96. — С. 132—139.
- 30. Кукоба А. За власним бажанням, за вашою порадою: [спогади про поета, журналіста М. П. Булаха] // Оржиччина. — 1992. — 11 листоп. — С. 3.
- 31. Михайло Булах // Калинове гроно: антологія поезії полтавських літераторів XX ст. — Полтава: Полтавський літератор, 2000. — С. 239—243.
- 32. Онищенко С. … В першім слові привітаюсь, … в другім слові усміхнуся, … в третім слові я заплачу… : [про життєвий і творчий шлях поета М. П. Булаха] // Зоря Полтавщини. — 1992. — 15 серп. — С. 4. : фот.
- 33. Писаренко В. Думки перелиті в поезію: [про творчість М. П. Булаха; в тому числі про книгу «Голубінь»] // Світло жовтня. — 1970. — 21 берез. — С. 4.
- 34. Премія — нашому побратиму по перу: [про присудження обласної премії імені П. Мирного поету М. Булаху] // Світлиця. — 2010. — 21 трав. — С. 1. : фот.
- 35. Роговий Ю. «… І я вам заграю своєї, вольної!»: [спогади про поета М. П. Булаха] // Кур'єр Кривбасу. — 1998. — № 95/96. — С. 120—121.
- 36. Роговий Ю. Зболена душа // Зоря Полтавщини. — 2006. — 24 жовт. — С. 3.
- 37. Роговий Ю. «Настрій у мене бадьорий, як перед стратою»: листи Михайла Булаха до Феодосія Рогового // Полтавська думка. — 1997. — 19 верес. (№ 38). — С. 7 : фот. ; 26 верес. (№ 39). — С. 7 : фот. ; 3 жовт. (№ 40). — С. 7.
- 38. Романець Г. Світлі вірші у чорному зошиті: [спогади про поета М.Булаха] // Зоря Полтавщини. — 2006. — 20 груд. — С. 3.
- 39. Романець Г. Страдницька доля поета: пам'яті Михайла Булаха // Полтавський вісник. — 2008. — 26 груд. (№ 52). — С. 18.
- 40. Роса в червону ніч / упор. Ю. Ф. Роговий. — Полтава: Дивосвіт, 2006. — 150 с.
- 41. Страдницька доля поета: [про М. Булаха] // Моцар І. Овиди пам'яті: літературні спомини, щоденники / І. Моцар. — Полтава: Полтавський літератор, 2010. — С. 44-54.
- 42. Чернов А. Я вам залишу вольності добра: (Михайло Булах) // Край. — 2013. — Груд. (№ 116). — С. 15-17.
- 43. Шамало В. Червона книга Булаха: [спогади М. П. Булаха] // Вісті. — 1992. — 9 верес. (№ 71). — С. 2, 4.
- 44. Шевченко М. На березі… на високому: [спогади про поета М. Булаха] // Зоря Полтавщини. — 2006. — 20 груд. — С. 3.